# Convenio y Estatuto de Barcelona sobre el Régimen de las Vías Navegables de Interés Internacional
El Convenio y Estatuto de Barcelona sobre el Régimen de las Vías Navegables de Interés Internacional es un tratado multilateral que se celebró en Barcelona el 20 de abril de 1921. Su objetivo es garantizar la libertad de navegación en las vías navegables (es decir, puertos, ríos y canales artificiales) que tienen importancia internacional. Se registró en la serie de tratados de la Sociedad de Naciones el 8 de octubre de 1921. Entrará en vigor el 31 de octubre de 1922.

## Términos de la convención
La convención se limitó a reafirmar el estatuto adoptado el día anterior en una conferencia de la Sociedad de Naciones celebrada en Barcelona. El artículo 1 del estatuto definía el término "vías navegables de interés internacional" como cualquier vía navegable conectada con el mar y que atravesara uno o más estados soberanos. El artículo 2 establecía que el convenio se aplicaría también a las vías navegables para las que se hubieran establecido comisiones internacionales. El artículo 3 obligaba a los gobiernos a permitir la libre circulación por sus vías navegables a los buques de cualquier Estado cuyo gobierno hubiera firmado la convención. El artículo 4 exigía la igualdad de trato para todas las nacionalidades en la aplicación de la libertad de navegación. El artículo 5 permitía algunas excepciones a los principios de la libertad de navegación si un gobierno decidía dar prioridad a sus propios nacionales en determinados casos, siempre que no hubiera acuerdos en contra. El artículo 6 permitía a los gobiernos aplicar su estado de derecho en las vías navegables bajo su control. El artículo 7 prohibía a los gobiernos cobrar cualquier tipo de derecho de paso en las vías navegables internacionales bajo su control, salvo los derechos mínimos necesarios para el mantenimiento de dichas vías navegables. El artículo 8 prohibía a los gobiernos cobrar derechos de aduana por las mercancías que pasaran por sus territorios, y establecía que los principios del Convenio de Barcelona y del Estatuto sobre la Libertad de Tránsito se aplicarían también a la navegación marítima. El artículo 9 obligaba a los gobiernos a conceder un trato equitativo a todos los extranjeros en la utilización de sus puertos, con algunas excepciones. El artículo 10 obligaba a los gobiernos que controlaban las vías navegables a mantenerlas regularmente para permitir una navegación fluida.
El artículo 11 trata de los Estados no signatarios de la Convención y de sus derechos de uso de las vías navegables. El artículo 12 establecía que, en caso de que una vía navegable estuviera dividida entre dos o más Estados, la responsabilidad del estado de derecho se dividiría en función de la división territorial de la propia vía navegable. El artículo 13 establecía que los acuerdos sobre navegación firmados anteriormente seguirían en vigor, pero pedía a los gobiernos implicados que no aplicaran las disposiciones de dichos tratados si entraban en conflicto con la convención. El artículo 14 regulaba el trabajo de las comisiones internacionales de navegación. El artículo 15 permitía excepciones en tiempo de guerra. El artículo 16 establecía que ninguna de las disposiciones del estatuto entraría en conflicto con las obligaciones derivadas del Pacto de la Sociedad de Naciones. El artículo 17 establecía que el estatuto no se aplicaba a los buques de guerra o de policía. El artículo 18 prohibía a los gobiernos establecer medidas de navegación que estuvieran en conflicto con el estatuto o la convención. El artículo 19 permitía hacer excepciones en tiempos de emergencia nacional. El artículo 20 permitía a los gobiernos conceder una mayor libertad de navegación que la prevista en el estatuto, si así lo decidían.
El artículo 21 permitía a los gobiernos hacer excepciones en la aplicación de la libertad de navegación, en los casos en que una parte o la totalidad de sus vías navegables estuvieran todavía afectadas por la destrucción causada durante la Primera Guerra Mundial. El artículo 22 preveía la resolución de conflictos de interpretación a través del Tribunal Permanente de Justicia Internacional. El artículo 23 permitía a los gobiernos eximir de la libertad de navegación a las vías navegables o a las partes de las mismas que atravesaran zonas despobladas o problemáticas bajo su control. El artículo 24 eximía de la libertad de navegación a las vías navegables situadas entre dos Estados y que no fueran necesarias para el paso a un tercer Estado no signatario del Convenio. El artículo 25 establecía que en los territorios bajo mandato de la Sociedad de Naciones se aplicarían disposiciones diferentes.